# Alice Morgan Wright
Pour les articles homonymes, voir Wright.
Alice Morgan Wright (10 octobre 1881 - 8 avril 1975) est une sculptrice, suffragette et militante américaine pour le bien-être des animaux. Elle est l'une des premières artistes américaines à embrasser le cubisme et le futurisme.

## Enfance et éducation

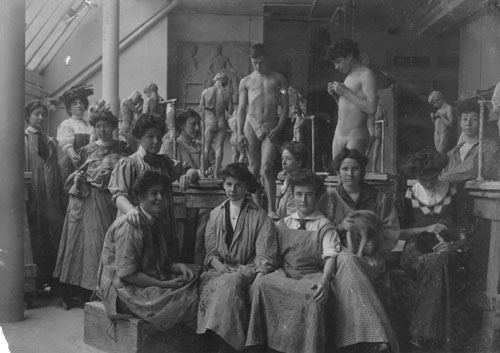
Documents d'Alice Morgan Wright. Alice Morgan Wright (assise troisième à partir de la gauche) avec d'autres étudiants et modèles en cours d'art.

Wright vient d'une vieille famille d'Albany, New York. Elle est née le 10 octobre 1881 à Albany, de Henry Romeyn Wright, un épicier grossiste prospère, et d'Emma Jane Morgan.
Étudiante à la St. Agnes School d'Albany (aujourd'hui Doane Stuart School (en)), Wright est diplômée du Smith College en 1904 et poursuit ses études, en sculpture, à l'Art Students League of New York de 1905 à 1909. La Ligue décerne à Wright les prix Gutzon Borglum et Augustus Saint-Gaudens pour son travail artistique exceptionnel.
Interdite de suivre des cours de vie pendant ses études à l'Art Students League, Wright regarde les compétitions locales de boxe et de lutte afin d'étudier la forme humaine,.
En 1909, Wright se rend à Paris. Elle réside au Girl's Art Club, rue de Chevreuse et elle fréquente l'École des Beaux-Arts et l'Académie Colarossi. À Paris, elle est l'élève de Jean-Antoine Injalbert et à New York, elle étudie avec Gutzon Borglum, James Earle Fraser et Hermon Atkins MacNeil.

## Carrière

### Artiste

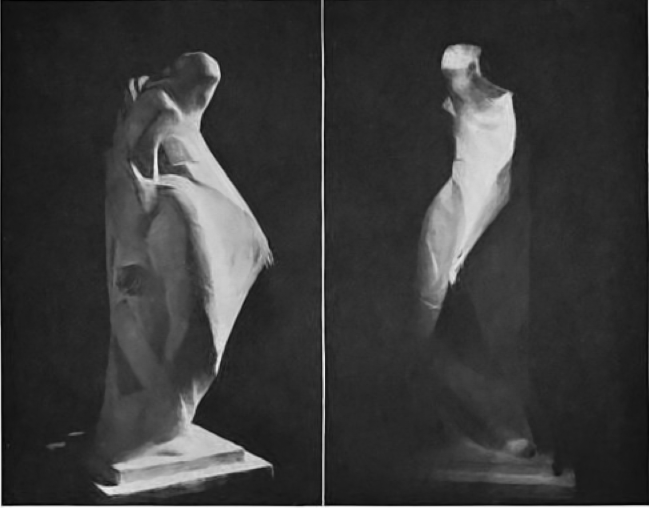
Médée

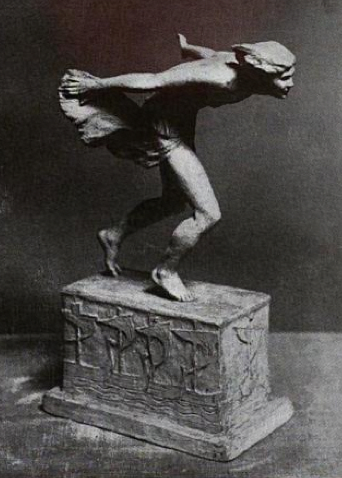
Le vent du large

Elle expose au niveau national à l'Art Institute of Chicago et à l'Art Institute of Philadelphia, et son travail apparaît en Europe à la Royal Academy of Arts (Londres) et au Salon des Beaux Arts (Paris). Elle est membre de l'Association nationale des femmes peintres et sculpteurs ainsi que membre fondatrice et directrice de la Société des artistes indépendants.
"Le Poing" peut-être sa sculpture la plus connue, montre l'influence moderniste d'Auguste Rodin ; d'autres œuvres, comme "Médée" (1920), intègrent des éléments cubistes d'avant-garde et même futuristes. Elle est probablement influencée par la lutte pour le droit de vote des femmes. Wright produit également des pièces plus conventionnelles tout au long de sa carrière. Wright travaille lentement et oscille souvent entre un style conservateur et un style plus expérimental.
Wright est membre de la National Sculpture Society (en). Elle expose deux pièces, Wind Figure, une sculpture sur pierre et Young Faun, une statuette en bronze, à l'exposition 1923 des Sociétés. Son œuvre très abstraite Médée est présentée à l'exposition de 1929.
Betsy Fahlman organise une exposition rétrospective de l'œuvre de Wright en 1978 à l'Albany Institute of History & Art (en) intitulée Sculpture and Suffrage: The Art and Life of Alice Morgan Wright (1881–1975).
En 1945, Wright a abandonné l'art au profit de son militantisme pour les droits des animaux.

### Suffragiste
Wright est également une ardente suffragiste. Elle travaille pour la Collegiate Equal Suffrage League. Pendant ses études d'art en Europe, Wright s'implique dans les mouvements de suffrage britannique et français; notamment, Wright organise une réunion à Paris où la suffragette anglaise Emmeline Pankhurst prend la parole. Wright s'arrange également pour que Pankhurst fasse une apparition à Albany lors de sa tournée aux États-Unis en 1911.
Avec la Women's Social and Political Union (WSPU), elle participe à des manifestations militantes en Angleterre. Elle est incarcérée pendant deux mois à la prison de Holloway, à Londres. Avec d'autres suffragettes, elle proteste contre son traitement en participant à une grève de la faim. Wright utilise des aliments non consommés pour créer des modèles de ses codétenus, en utilisant des cubes de sucre comme bases, plutôt que de les laisser se perdre. Elle et plus de 60 autres prisonniers brodent leur signature sur le mouchoir des suffragettes sous le nez des gardiens de prison. Wright utilise également de la pâte à modeler de contrebande pour modéliser un buste de portrait de sa codétenue, Pankhurst. Wright poursuit son militantisme pour le droit de vote après son retour aux États-Unis en 1914. Elle est secrétaire d'enregistrement du Woman's Suffrage Party de New York pendant la campagne gagnante. Wright ne revient à la sculpture à plein temps qu'après l'adoption du dix-neuvième amendement. En 1921, elle participe à la création de la League of Women Voters of New York State.

### Bien-être animal
Wright est une anti-vivisectionniste et préconise le traitement humain des animaux. En 1920, Wright retourne à Albany et se détourne progressivement de l'art pour se concentrer sur les droits des animaux. Wright est une bienfaitrice de la National Humane Education Society ; en 1950, avec l'aide de Wright, la NHES crée son premier établissement de soins pour animaux, appelé Peace Plantation Animal Sanctuary. Wright rédige également les 12 principes directeurs de l'organisation, qui sont toujours utilisés. En 1957, Wright a fait pression sur le président Eisenhower contre l'utilisation d'animaux dans les tests médicaux et la recherche scientifique; en 1958, le Congrès adopte le Humane Slaughter Act (en).

## Vie privée
Wright et Edith J. Goode sont des compagnes de vie. Goode est née à Springfield, Ohio, et grandit à Washington, DC. Goode fréquente Sidwell Friends, à l'époque une petite école Quaker, puis fréquente le Smith College (comme Wright, diplômée en 1904) où les deux femmes se rencontrent, et ensemble elles travaillent sans relâche pour la paix et la justice. Goode est membre de la Ligue internationale des femmes pour la paix et la liberté et cofondatrice du National Woman's Party. Goode est également présidente de la Humane Society of the United States.
Wright est déléguée à l'Assemblée des Nations Unies de 1948 à Paris. À peu près à la même époque, Wright est également organisatrice de l'UNESCO. Wright est végétarienne.

## Mort et postérité
Wright et Goode créent le Alice Morgan Wright-Edith Goode Fund, une fiducie dotée qui soutient les organisations de protection des animaux.
Wright meurt à Albany à l'âge de 93 ans, le 8 avril 1975.

## Œuvres choisies
- California Hills (1910) [peinture] [27]
- Emmeline Pankhurst (1912), Sewall-Belmont House and Museum, Washington, DC
- Faun (1915) Smithsonian American Art Museum, Washington, DC [28]
- Dancing Figure (1915) [29]
- Le poing (1921), Institut d'histoire et d'art d'Albany, Albany, NY [30]
- Le vent du large (1921)
- Médée, Institut d'histoire et d'art d'Albany
- Institut d'histoire et d'art des femmes troyennes d'Albany
- Mme. Breshkovskya (révolutionnaire russe) , Institut d'histoire et d'art d'Albany [31]
- Edith J. Goode, Institut d'histoire et d'art d'Albany [32]